# WhatsApp
WhatsApp (официально WhatsApp Messenger) — американский бесплатный сервис обмена мгновенными сообщениями (IM) и голосовой связи по IP (VoIP), принадлежащий компании Meta. Позволяет пользователям обмениваться текстовыми и голосовыми сообщениями, совершать голосовые и видеозвонки, обмениваться изображениями, документами, местоположением пользователя и другими данными. Для регистрации требует указания номера мобильного телефона.
Программа-клиент (приложение, мессенджер) создана для платформ Android, iOS, S40, KaiOS. Программа-клиент в виде веб-приложения может работать на любых платформах, имеющих современный web-браузер, включая Windows и macOS.
Компания «WhatsApp Inc.», создавшая мессенджер, была основана Яном Кумом и Брайаном Эктоном 24 февраля 2009 года и расположена в городе Маунтин-Вью округа Санта-Клара страны США, с октября 2014 года принадлежит компании Meta. В 2016 году использование программы-клиента официально стало бесплатным и по сей день остаётся таковым, пользователь оплачивает лишь использованный программой интернет-трафик.
К 2015 году сервис WhatsApp стал самым популярным сервисом обмена сообщениями в мире, стал основным средством электронной связи во многих странах и регионах, включая Латинскую Америку, Индийский субконтинент и большую часть Европы и Африки. По состоянию на апрель 2022 года по данным сервиса Google Play насчитывалось более 5 миллиардов установок приложения WhatsApp. Сервисом пользуется более миллиарда человек.
Из-за высокой популярности сервиса WhatsApp снизилась выручка сотовых операторов за передачу SMS- и MMS-сообщений между телефонами. По отдельным оценкам 2012 года потенциальные потери могли достигать десятков миллиардов долларов.

## История
Первый официальный выпуск приложения относится к ноябрю 2009 года.
К апрелю 2012 года ежедневно при помощи сервиса WhatsApp пересылалось 2 миллиарда сообщений, более 10 миллиардов — в августе 2012 года, более 27 млрд — в июне 2013 года и более 50 млрд сообщений — на март 2015 года.
В феврале 2018 года около 1 млрд человек отправляли через сервис WhatsApp 55 млрд сообщений в день.
По мнению, опубликованному в газете Financial Times, сервис WhatsApp сделал с SMS то же, что сделала программа Skype с международными телефонными звонками. Как и в случае со Skype, программа-клиент (приложение) должна быть установлена и у отправителя, и у получателя.
В феврале 2014 года главный исполнительный директор компании «WhatsApp» намекнул, что к лету планируется добавить возможность VoIP-звонков между пользователями, и к концу марта 2015 года эта возможность была реализована для платформы Android. В апреле 2015 года звонки были реализованы для платформы iOS. В июне 2015 года возможность стала доступна владельцам устройств с ОС Windows Phone.
Точное количество пользователей сервиса не раскрывалось, по оценкам аналитика Бенедикта Эванса (Enders Analysis) в октябре 2012 года превысило 100 миллионов.
По данным магазина приложений компании Apple приложение (программа-клиент) WhatsApp являлось самым популярным бесплатным приложением в 121-й стране (включая крупные страны, кроме Китая, Южной Кореи и Японии). По данным магазина приложений компании Google на начало ноября 2012 года приложение WhatsApp перешагнуло рубеж в 100 миллионов установок на устройства с ОС Android.
В августе 2013 года приложение WhatsApp насчитывало 300 млн пользователей ежемесячно, превзойдя по этому показателю такие приложения, как WeChat (195 млн пользователей), Line и Viber (по 200 млн пользователей), KakaoTalk (100 млн пользователей) и Skype (280 млн пользователей).
В апреле 2014 года по сообщению компании WhatsApp количество активных пользователей сервиса WhatsApp превысило 500 млн человек.
На март 2015 года количество пользователей, использующих сервис WhatsApp с Android-устройств, превысило 1 млрд.
По данным, предоставленным аналитической компанией App Annie, в 2015 году сервис WhatsApp стал самым используемым сервисом на территории Российской Федерации.
19 февраля 2014 года компания Meta объявила о приобретении компании WhatsApp за 19 млрд долларов. Meta заплатила 4 млрд долларов денежными средствами и передала собственных акций стоимостью около 12 млрд долларов. Кроме того, соглашением предусматривается передача акций с ограничениями на сумму 3 млрд долларов основателям и сотрудникам компании WhatsApp в течение 4 лет после закрытия сделки.
Летом 2016 года компания Meta объявила, что намерена использовать базу телефонов, собранную сервисом WhatsApp, в иных сервисах компании, предположительно, в Facebook и в Instagram, для улучшения рекламы в Facebook’е. Отказ от подобного использования можно дать до 25 сентября.
В начале февраля 2016 года основатели компании WhatsApp в своём блоге заявили, что сервис преодолел планку в 1 миллиард пользователей.
В марте 2019 года начался этап закрытого тестирования тёмного режима (dark mode), над которым компания работала с 2018 года.
24 июля 2019 года сервис WhatsApp стал доступен для кнопочных телефонов c ОС KaiOS.
15 января 2020 года сервис WhatsApp перестал работать на устройствах, работающих под управлением версий ОС Windows Mobile компании Microsoft до версии 10 включительно.
В июне 2020 года сервис WhatsApp начал осуществлять передачу денежных средств. В тестовом режиме возможность стала доступна в Бразилии — пользователям дали возможность передавать денежные средства друг другу, оплачивать товары и услуги бизнес-пользователям.
В январе 2021 года для web-версии приложения добавлена возможность биометрической идентификации.
В январе 2021 года компания WhatsApp объявила о внедрении новой политики конфиденциальности. Пользователям было предписано либо принять политику до 8 февраля 2021 года, либо прекратить использование сервиса. Новая политика должна была позволить компании WhatsApp обмениваться данными со своей родительской компанией — компанией Meta. Новая политика не действовала в Европейском союзе, поскольку нарушала принципы GDPR. Столкнувшись с возражениями по поводу совместного использования данных Facebook и отсутствием ясности, компания WhatsApp отложила внедрение обновления политики конфиденциальности, запланированного с 8 февраля 2021 года по 15 мая 2021 года.
Начиная с 15 мая 2021 года компания WhatsApp начала блокировать звонки и сообщения пользователей, отказавшихся принять новую политику конфиденциальности. Пользователи, которые не согласились с изменённым пользовательским соглашением, смогли лишь отвечать на входящие звонки и сообщения, а позже потеряли возможность отправлять сообщения, звонить, получать уведомления о входящих сообщениях.
С 21 марта 2022 года убрана возможность рассылок массовых уведомлений с территории России, Украины и Беларуси.
8 июня 2023 года компания WhatsApp в своём блоке объявила о реализации каналов в приложении. Каналы будут находиться в отдельной от чатов вкладке «Актуальное».
В марте 2024 года Meta объявила, что WhatsApp позволит сторонним сервисам обмена сообщениями обеспечивать совместимость с WhatsApp, что является требованием Закона ЕС о цифровых рынках. Это позволяет пользователям отправлять сообщения между другими приложениями для обмена сообщениями и WhatsApp, сохраняя при этом сквозное шифрование.
На момент осени 2024 года каналы WhatsApp недоступны в некоторых регионах, включая Россию. В остальных регионах каналы уже доступны как стандартная функция.
26 октября 2024 стало известно, что WhatsApp (в бета-версии 2.24.22.20 для Android) тестирует функцию QR-кодов для каналов для упрощения получения доступа к каналам.

### Продажа WhatsApp
19 февраля 2014 года стало известно о том, что компания Meta покупает компанию WhatsApp. Предполагалось, что из 16 млрд долларов компания заплатит 4 млрд долларов деньгами, ещё 12 млрд — акциями компании Meta. Соглашением также предусматривалась передача акций с ограничениями на сумму 3 млрд долларов основателям и сотрудникам компании WhatsApp в течение четырёх лет после закрытия сделки. По завершении сделки с учётом стоимости акций на 7 октября 2014 года сумма сделки выросла до 22 млрд долларов. Компания заявила, что Ян Кум (один из основателей компании WhatsApp) войдёт в совет директоров компании. В компании Meta полагали, что приобретение компании WhatsApp ускорит рост числа пользователей и их активность для обеих компаний.
13 августа 2025 года после недолгого обсуждения в России начали пессимизировать (замедлять, частично блокировать) звонки через этот мессенджер и через Telegram.

## Поддерживаемые устройства
Для использования сервиса WhatsApp необходимо иметь либо смартфон, работающий под управлением как минимум версии 12 ОС iOS, либо смартфон, работающий под управлением как минимум версии 5.0 ОС Android, либо некоторые кнопочные телефоны, работающие под управлением ОС KaiOS.
Поддержка ранее актуальных устройств, таких как смартфоны, работающие под управлением ОС Symbian, смартфоны, работающие под управлением ОС iPhone до версии 4 включительно (в силу невозможности их обновления до версии 9 iOS), была прекращена.
Начиная с 27 мая 2025 года WhatsApp официально поддерживает планшеты iPad.
Использование сервиса WhatsApp на персональном компьютере или ноутбуке возможно как посредством веб-версии (web-приложения), так и посредством приложения для Windows и macOS. При этом активация номера мобильного телефона должна выполняться на смартфоне, а компьютер используется как вторичное устройство.

## Технические подробности
Сервис WhatsApp использует модифицированный протокол Extensible Messaging and Presence Protocol (XMPP, ранее известный как Jabber).
После того, как на телефоне завершится установка приложения, на сервере s.whatsapp.net создаётся аккаунт, при этом номер мобильного телефона используется в качестве имени пользователя (Jabber ID имеет вид [номер телефона]@s.whatsapp.net). Версия приложения для ОС Android в качестве пароля использует MD5-хеш от изменённого идентификатора IMEI, а версия приложения для ОС iOS использует MD5-хеш от MAC-адреса.
Из-за применения для генерации пароля описанного алгоритма и из-за отсутствия шифрования сервис WhatsApp неоднократно критиковался.
Мультимедиа-сообщения передаются следующим способом. Программа-клиент отправителя передаёт мультимедиа-данные (изображения, звук и/или видео) серверу http, получает от сервера http гиперссылки, передаёт получателю сообщение. Сообщение содержит гиперссылки на мультимедия-данные, закодированный алгоритмом Base64 уменьшенный вариант изображения.
Приложение WhatsApp автоматически синхронизирует список контактов с контактами из телефонной книги телефона. Это возможно благодаря тому, что все пользователи регистрируются по своему телефонному номеру.
Веб-версия (web-приложение) сервиса WhatsApp расположена по адресу https://web.whatsapp.com/. Работа веб-версии осуществляется совместно с телефоном и возможна, только если телефон подключён к сети интернет.
Программа-сервер WhatsApp написана на языке Erlang. В январе 2012 года программы-серверы WhatsApp работали на устройствах, работающих под управлением ОС FreeBSD, имеющих по 96 ГБ оперативной памяти и способных одновременно поддерживать от 1 до 2,8 млн соединений, что на несколько порядков выше классической проблемы C10k. По состоянию на начало 2014 года программы-серверы работали на около 550 устройствах-серверах, 150 из которых обслуживали передачу текстовых сообщений (по 1 миллиону пользователей на каждое устройство).
В 2015 году в программу-клиент добавлена возможность резервного копирования. Пользователи получили возможность создавать резервные копии своих бесед, фото-, видео- и аудиоданных с использованием сервиса Google Диск.
В 2016 году добавлена возможность приглашать новых участников в групповой чат путём передачи обычной ссылки непосредственно в сообщении или в каталоге групповых чатов.
В 2017 году упрощена запись длинных голосовых сообщений для отправки собеседнику и добавлена возможность удаления сообщения не только у себя, но и у собеседника (в том числе из чатов) (возможность доступна в течение одного часа семи минут после отправки сообщения).
С начала 2017 года прекращена поддержка версий 2.1-2.2 ОС Android, версии 7 ОС Windows Phone и версий Apple iOS ранее 6. С 30 июня 2017 года прекращена поддержка устройств BlackBerry, Nokia S40 и Nokia Symbian.
В июне 2018 года добавлена возможность создания каналов, как в сервисе Telegram.
В 2018 году через аккаунт, зарегистрированный в сервисе WhatsApp, получила широкое распространение игра «Момо».
10 сентября 2018 года вышла первая версия программы-клиента для ОС KaiOS, но только для мобильных телефонов индийской компании «Reliance Jio»: JioPhone и JioPhone 2.
В ноябре 2018 года добавлена возможность, позволяющая пользователям через сторонние приложения добавлять собственные стикеры. Возможность не понравилась компании Apple — компания Apple удалила приложения, предлагающие такие функции, из своего магазина приложений.
Пользователи могли делиться сообщениями с не более, чем 20-ю пользователями или группами. 21 января 2019 года Виктория Гранд (вице-президент по коммуникациям компании Meta) сообщила о том, что во избежание распространения слухов и дезинформации запрещена пересылка одного сообщения более пяти раз.
В 2019 году компания WhatsApp планировала начать отслеживать контакты и интересы пользователей сервиса для того, чтобы определять, что конкретно интересует каждого пользователя, и в соответствии с этим выстраивать алгоритм отображения статусов. Данные об активности пользователей предполагалось хранить на устройствах пользователей, чтобы минимизировало риски утраты учётных записей.
В феврале 2019 года для борьбы со спамом и с возможным распространением вредоносных программ добавлена возможность запрета добавления пользователей в чаты без согласия пользователей. При этом предполагалось, что каждый пользователь в своём списке контактов сможет выбрать те контакты, которым разрешено добавлять пользователя в любые группы и чаты без согласия пользователя.
В марте 2019 года добавлена возможность поиска по изображениям. Предполагалось, что возможность поможет пользователям понять, является ли изображение настоящим или фальшивым.
В апреле 2019 года добавлена возможность управления добавлением в группы. Каждый пользователь получил возможность выбора одной из категорий: «только контакты», «все» или «никто». Каждый пользователь получил возможность передачи любым пользователям приглашения, действующего в течение 72 часов. Началось тестирование возможности «Режим игнорирования архивных чатов» — возможности отключать уведомления.
Из-за коронавируса люди стали пользоваться сервисом чаще. Нагрузка на серверы возросла. И 30 марта 2020 года длительность видеороликов временно ограничили 15-ю секундами.
1 марта 2021 года начато развёртывание поддержки сторонних анимированных стикеров в Иране, Бразилии и Индонезии. Пользователи сервиса получили возможность импорта наборов анимированных стикеров, используя такие популярные приложения, как «Sticker Maker».
24 марта 2021 года расширена поддержка сторонних анимированных стикеров по всему миру.
В декабре 2021 года добавлена возможность прослушивания аудиосообщения перед отправкой. Для использования возможности необходимо во время записи аудиосообщения нажать на кнопку остановки записи. Затем аудиосообщение можно либо прослушать, либо отправить получателю.
В конце 2021 года добавлена возможность скрытия статуса активности пользователя.
В ноябре 2024 года WhatsApp анонсировал функцию бесплатного транскрибирования голосовых сообщений. На начальном этапе поддерживаются английский, португальский, испанский, русский языки. В течение ближайших недель функция станет доступной пользователям по всему миру на указанных языках, а список поддерживаемых языков будет расширяться в следующие месяцы.
В декабре 2024 года WhatsApp добавил функцию сканирования документов (на операционной системе iOS).

## Безопасность
Алгоритм генерации пароля и отсутствие шифрования в ранних версиях WhatsApp неоднократно критиковались.
В мае 2011 года сообщено о уязвимости, оставляющей аккаунты пользователей открытыми для перехвата сессии и пакетного анализа, то есть, позволяющей отправлять поддельные сообщения и читать сообщения любого пользователя.
Оказалось, что программа-клиент WhatsApp передавала данные незашифрованными, то есть, данные могли быть легко прочитаны.
В сентябре 2011 года для устройств iPhone выпущена версия программы-клиента, не имеющая упомянутой уязвимости.
6 января 2012 года неизвестный хакер запустил сайт WhatsAppStatus.net. Сайт позволял по телефонному номеру изменять статус пользователя сервиса WhatsApp. Чтобы это работало, требовалось только перезапустить приложение. Согласно заявлению хакера, это всего лишь одна из многих проблем безопасности в WhatsApp. 9 января 2012 года компания WhatsApp сообщила о решении проблемы, хотя единственной предпринятой мерой стала блокировка IP-адреса сайта WhatsAppStatus.net. В ответ стала доступной для скачивания программа для Windows с той же функциональностью. Проблема была решена путём проверки IP-адреса текущей залогинившейся сессии.
В мае 2012 года исследователи по безопасности отметили, что новая версия WhatsApp больше не отправляет сообщения открытым текстом (без шифрования), но впоследствии был описан взлом применённого метода шифрования.
До августа 2012 года передаваемые сообщения содержали незашифрованные данные (открытый текст), что допускало атаку session hijacking.
15 августа 2012 года сотрудники поддержки компании WhatsApp утверждали, что последние версии приложений для ОС iOS и Android (но не для BlackBerry, Windows Phone и Symbian) шифруют данные перед передачей, но используемый метод шифрования не описали (безопасность через неясность).
Все записи между нашим пользователем и сервером зашифрованы. Мы не храним сообщений после отправки. Они хранятся только на телефоне пользователя. Честное миллиардерское!Ян Кум
14 сентября 2012 года немецкий технический сайт «The H» продемонстрировал, как использовать API WhatsApp (WhatsAPI) для кражи любого аккаунта.
Вскоре после этого утверждалась юридическая угроза для разработчиков WhatsAPI, характеризуемая сайтом «The H» как «очевидная реакция» на отчёт о безопасности. Исходный код WhatsAPI был недоступен в течение нескольких дней. Затем команда разработчиков сервиса WhatsApp вернулась к активной разработке.
С апреля 2016 года с выходом обновления версии 2.16.12 сервис включил сквозное шифрование (end-to-end) для всех пользователей на базе разработок Signal (Open Whisper Systems). Шифрование данные содержащись в сообщениях всех типов: текст, фото, видео и голосовые сообщения. Шифрование также доступно в групповых чатах. По заявлениям компании расшифровать подобные сообщения может только получатель; содержимое недоступно даже серверам WhatsApp.
В реализации использовались алгоритмы ECDH на Curve25519, AES-256, AES-GCM, HMAC-SHA256, HKDF. Два пользователя могли сверить ключи шифрования путём сканирования QR-кода или сравнения 60-значного числа, что позволило исключить атаки класса man-in-the-middle.
В начале 2017 года Tobias Boelter в своём блоге опубликовал описание атаки, позволяющей злоумышленнику, получившему контроль над телефонным номером атакуемого, получить сообщения, которые были отправлены атакуемому, но не были получены им. При появлении в сети контакта с известным телефонным номером, с которым ранее шёл диалог, но у которого сменились ключи шифрования (например, в результате установки приложения на новый смартфон), программа WhatsApp перешифровывает ранее отправленные сообщения (только те, которые не были доставлены) новыми ключами и отправляет их вновь. При этом отправители о смене ключей шифрования получателя узнают только после успешной доставки сообщений и только при включённой настройке «Show Security Notifications». Обнаружив данную особенность, исследователь в апреле 2016 года обратился в компанию Meta, но получил ответ, что данная функциональность известна авторам системы и является «ожидаемым поведением». Представитель компании пояснил, что возможность перешифровки сообщений необходима, так как часть пользователей часто меняет телефоны и сим-карты, а компания принимает меры, чтобы даже в таких случаях отправленные сообщения были доставлены получателям.
В феврале 2019 года компания WhatsApp ввела дополнительную систему защиты для пользователей Apple. Система позволяла пользователям разблокировать приложение с помощью Touch ID или Face ID.

## Конфиденциальность
Крупные проблемы с конфиденциальностью и безопасностью стали предметом совместного канадско-голландского правительственного расследования. Наибольшее беспокойство заключалось в том, что после установки приложение WhatsApp отправляет все номера мобильных телефонов из адресной книги пользователей на свои серверы, чтобы сообщить пользователю, какие из контактов пользователя доступны через приложение. При этом на сервер отправляются контактные данные любых людей (даже тех, кто не использует WhatsApp). Перед отправкой телефонные номера преобразуются с помощью хеш-функции без использования «соли» (обратное преобразование данного хеша в телефонный номер занимает, по оценкам специалистов, не более 3 минут даже на бытовых компьютерах); имена из адресной книги не отправляются.
В апреле 2018 года компания обновила «Условия предоставления услуг и политику конфиденциальности» в соответствии с общим регламентом защиты персональных данных (GDPR). Согласно официальному блогу компании жители стран Европейского союза смогут легально пользоваться сервисом только с 16 лет. В других регионах сервис WhatsApp разрешено использовать с 13-и лет. При этом не уточнялось, как будет проверяться реальный возраст зарегистрированного пользователя. Изменения связаны с законами конфиденциальности Европейского союза. Общий регламент защиты персональных данных вступил в силу 25 мая 2018 года. За его нарушение предусмотрен штраф до 20 млн евро.
Осенью 2018 года Брайан Эктон (бизнесмен и основатель компании WhatsApp) заявил изданию Forbes, что причиной его ухода из компании после продажи компании стало нежелание монетизировать сервис, на чём настаивал Марк Цукерберг. Так же, по его словам, компания Facebook неохотно согласилась на реализацию в приложении WhatsApp оконечного шифрования, что являлось необходимым условием для Эктона. В интервью Брайан несколько раз называл себя «продажным» и критически оценивал свои действия:

Я продал приватность своих пользователей за большую выгоду. Я сделал выбор и пошёл на уступки. И мне приходится жить с этим каждый день.
Оригинальный текст (англ.)I sold my users’ privacy to a larger benefit. I made a choice and a compromise. And I live with that every day.

Кроме того, Эктон рассказал изданию, что руководство компании Meta (компании Цукерберга) так и не смогло добиться отмены приватности в приложении. Для сбора данных о пользователях и продажи данных рекламодателям компания Meta рассматривала возможность обхода оконечного шифрования. Что происходит с шифрованием в приложении WhatsApp после продажи — Брайану неизвестно. А компания Meta пока не выпустила официального комментария по этому вопросу.
В феврале 2019 года приложение WhatsApp начало изучать интересы пользователей.
С 8 февраля 2021 года вступили в силу новые условия хранения пользовательских данных о владельце аккаунта. Пользователям, желающим продолжать пользоваться сервисом, пришлось согласиться с новыми условиями. Пользователям, несогласным с новыми условиями, пришлось удалить аккаунты. Новая политика не применяется в ЕС, поскольку нарушает принципы GDPR. Столкнувшись с противодействием совместного использования данных Facebook и отсутствием ясности, WhatsApp отложил внедрение обновления политики конфиденциальности, запланированное с 8 февраля 2021 года по 15 мая 2021 года.
Согласно заявлению Главного радиочастотного центра, спецслужбы США имеют бесконтрольный доступ к данным пользователей сервиса WhatsApp и могут использовать их для манипулирования пользователями путём воздействия на чувствительные «триггеры» специально подаваемой информацией.
В сентябре 2021 года компания WhatsApp была оштрафован Ирландской комиссией по защите данных на 225 млн евро в связи с непрозрачностью обработки данных.

## Сбои
13 марта 2019 года у компании Meta случился крупнейший в истории сбой — сбой, продолжавшийся около 10 часов. В течение этого времени такие сервисы, как Facebook, Instagram, Messenger и WhatsApp, оказались недоступны для пользователей из многих стран. Проблемы возникли из-за «изменения конфигурации сервера».
25 октября 2022 года наблюдался массовый отказ сервиса WhatsApp на территории нескольких стран.
С 24 по 28 января 2023 года наблюдался массовый сбой сервисов WhatsApp и Telegram на территории России. Больше всего уведомлений об ошибках поступило от пользователей из Дальневосточного региона. Сбои фиксировались локально в Москве, Санкт-Петербурге и других городах. По информации, полученной от РБК, сбои сервисов связаны с профилактикой, проводимой Роскомнадзором.

## Стоимость
До 18 января 2016 года для устройств с ОС Android сервис был доступен по подписке. Начиная со второго года использования, стоимость подписки на 1 год составляла около 1 доллара США. То есть, сервис монетизировался за счёт ежегодных платежей. Добавления рекламных баннеров или микроплатежей не ожидалось. Для устройств фирмы Apple сервис становился доступным после покупки приложения. С 18 января 2016 года сервис стал бесплатным (абонентская плата для пользователей была отменена) и при этом производитель не стал добавлять рекламу третьих фирм. Началось тестирование услуг сервиса для бизнеса и организаций, например, банков и авиакомпаний.
Официальная программа-клиент (приложение) WhatsApp для всех типов устройств (смартфонов, телефонов) (iPhone, Android, BlackBerry, Windows Phone, Nokia) бесплатна для скачивания и использования.

## Критика
В 2018 году Джефф Безос (глава компании Amazon) и Мухаммед ибн Салман Аль Сауд (принц Саудовской Аравии) обменивались сообщениями, используя сервис WhatsApp. Принц отправил главе видеофайл. После получения видеофайла телефон главы был взломан, вследствие чего были украдены личные данные.
В начале мая 2019 года было обнаружено, что с помощью голосовых вызовов в приложении WhatsApp на устройство могло устанавливаться израильское шпионское ПО.
В 2021 году некоммерческая организация ProPublica провела масштабное журналистское расследование, в ходе которого выяснила, что компания Meta (компания, владеющая сервисом WhatsApp) не только собирает пользовательские метаданные, но и, несмотря на заявления о конфиденциальности переписки, имеет доступ к личным сообщениям, хранимым приложением WhatsApp.
В сентябре 2022 года разработчики приложения WhatsApp подтвердили существование вышеописанных уязвимостей. Используя уязвимости, злоумышленники могли получить удалённый доступ к устройству путём видеозвонка или путём отправки видеофайла. Разработчики выпустили соответствующие обновления безопасности. Павел Дуров назвал приложение WhatsApp «инструментом слежки» и напомнил о том, что аналогичные проблемы уже неоднократно обнаруживали с 2017 по 2020 годы.
В ноябре 2022 года на хакерском форуме была выставлена на продажу база номеров 500 млн пользователей. В числе номеров были номера 10 млн россиян.
В июле 2024 года с критикой безопасности мессенджера выступил Илон Маск. В своём ретвите Маск сообщил о том, что «не считает WhatsApp безопасным, с точки зрения защиты персональных данных».

## Штрафы
На компанию WhatsApp налагался штраф за несоблюдение закона, согласно которому компания обязана хранить данные российских пользователей на серверах, расположенных в России.
1 июня 2023 года российский суд оштрафовал компанию WhatsApp на 3 миллиона рублей за неудаление запрещённого контента. Согласно информации, полученной от агентства Reuters, это стало первым в России штрафом за подобное правонарушение.

## Популярность
На 13 августа 2025 года в России более 100 миллионов пользователей WhatsApp.

## Комментарии
1. ↑  WhatsApp — английский каламбур, основанный на фразе «What’s up?» («Что новенького?», «Чё как?»), где вместо up написано близкое по звучанию app (сокр. от application, mobile app — приложение для смартфонов).